# 일월중학교
일월중학교는 경상북도 영양군 일월면 가곡리 156에 있었던 공립 중학교이다.

## 연혁
- 1971년 3월 8일 제1회 입학식
- 1971년 3월 30일 개교
- 1998년 2월 13일 제25회 졸업식(96명)
- 1998년 3월 1일 폐교
- 총 졸업생 9,329명

## 동문
1. ↑  현재 지번 말소